# أوس وفائي
أوس وفائي ممثل سوري من مواليد مدينة حمص 9 آب، خريج معهد الفنون المسرحية - دمشق 2017. بدأ نشاطه الفني منذ كان طالباً في الثانوية العامة، وذلك في مسرح الزهراوي (المسرح المدرسي في حمص)، وتعلم الموسيقى و عزف الجيتار. ثم اتجه للتمثيل وانتقل للعيش في العاصمة دمشق.

## حياته الفنية
2022
- مسلسل دفا - شخصية حسام – تأليف :بسام مخلوف – إخراج: سامي الجنادي [1]

2021
- مسلسل صدفة - شخصية نهاد – تأليف: فايزة علي – إخراج: سامي الجنادي | سلسلة أسرار bein drama [2][3]

- مسلسل خريف العشاق - شخصية العميد ممدوح – تأليف ديانا جبور – إخراج : جود سعيد [4][5]

2020
- مسلسل لأنها بلادي - شخصية نبيل – تأليف: محمود عبد الكريم – إخراج: نجدة أنزور [6][7]

- مسرحية أدرينالين - شخصية جبر - تأليف وإخراج زهير قنوع .[8][9][10][11]

2019
- فيلم دم النخل - شخصية أسعد - تأليف ديانا كمال الدين - إخراج نجدة أنزور .[12][13]
- مسرحية درس قاسي - شخصية إبراهيم دكتور في علم النفس تأليف: فالنتين كراسنوغوروف - إخراج: د. سمير عثمان الباش[14][15][16]

2018
- مسلسل كونتاك - شخصية مؤيد - إخراج حسام رنتيسي - إنتاج إيمار الشام.[17]
- أغنية سينغل حسي المطر - غناء وكلمات وألحان أوس وفائي - توزيع وميكساج حليم الشاهر.[18]
- فيلم سبع ساعات - شخصية وجد - إخراج: سارة الزير.[19][20]

2017
- مسرحية المنتحر قام بلعب دور الشخصية الرئيسية سيميون سيميونوفيتش بودسيكالنيكوف تأليف الكاتب الروسي: نيكولاي ايردمن - إخراج: د.سمير عثمان الباش.[21][22]

2016
- مسرحية من يوقظ الشمس - تأليف: ميخائيل يريمتشوك - إخراج: د.سمير عثمان الباش.[23][24]

## مسرح
04 • أدرينالين - مسرح الحمراء - دمشق 2020
03 • درس قاسي - مسرح القباني - دمشق 2019
02 • المنتحر - مسرح الحمراء - دمشق 2017
01 • من يوقظ الشمس - دمشق 2016

## سينما
03 • دم النخل 2019
02 • سبع ساعات 2018
01 • جدار 2018

## تلفزيون
05 • دفا 2022
04 • صدفة 2021
03 • خريف العشاق 2021
02 • لأنها بلادي 2020
01 • كونتاك 2018

## أغاني
- 2018 سينغل حسي المطر - غناء وكلمات وألحان أوس وفائي - توزيع وميكساج حليم الشاهر.